# ایالت آزاد دانتسیش
ایالت آزاد دانتسیش (به لهستانی: Wolne Miasto Gdańsk)، (به آلمانی: Freie Stadt Danzig) دولت‌شهری نیمه خودمختار در اروپای مرکزی بود که بین سال‌های ۱۹۲۰ تا ۱۹۳۹ وجود داشت که شامل بندر دانتسیش در دریای بالتیک (امروزه، گدانسک، لهستان) و ۲۰۰ شهرک محاط در این محدوده می‌شد. این منطقه در ۱۵ نوامبر ۱۹۲۰ و بر اساس ماده ۱۰۰ (بخش XI، بند III) پیمان ورسای در پایان جنگ جهانی اول ایجاد شد.
ایالت آزاد شامل شهر دانتسیش و شهرک‌های مجاور، روستاها و شهرکی که در ابتدا آلمانی‌تبارها در آن ساکن بودند، می‌شد. این منطقه پس از جنگ جهانی اول از آلمان (جمهوری وایمار) جدا شده و سپس از جمهوری دوم لهستان مستقل شد. با این‌همه، ایالتی کاملاً مستقل نبوده و تحت‌الحمایه جامعه ملل بود.
در ۱۹۳۳، حزب نازی محلی، که از سوی اقلیت دموکرات حمایت می‌شد، اداره دولت شهر را به دست گرفت. بنابر یهودستیزی، بسیاری از یهودیان منطقه را ترک گفتند. پس از اشغال لهستان در ۱۹۳۹، منطقه را به آلمان ضمیمه کرده و با نام رایشس‌گائو دانتسیگ-پروس باختری، شناختند. نازی‌ها، لهستانی‌ها و یهودیان را به اردوگاه‌های کار اجباری آلمان نازی از جمله اردوگاه مرگ اشتوتهوف در لهستان منتقل کردند.
پس از اشغال ایالت به دست ارتش سرخ در سال ۱۹۴۵، بسیاری از شهروندان، گریخته یا کشته شدند. پس از جنگ، هنگامی که لهستانی‌ها شروع به بازگشت به شهر کردند، آلمانی‌تبارها به غرب فرستاده شدند. ایالت، بر اساس توافق پوتسدام جزئی از لهستان شد و آلمانی‌تبارها از شهر اخراج شدند.